# I morgon, Mario
I morgon, Mario (originaltitel: Até amanhã, Mário) är en svensk-portugisisk dramafilm från 1994 i regi av Solveig Nordlund. I rollerna ses bland andra João Silva, Vitor Nortem och Paulo César Barros.

## Handling
Filmen inleds med en drömsekvens där åttaårige Mario siktar valar i havet. Han vaknar till sitt vanliga liv i en förort till Funchal på Madeira, där han bor tillsammans med sina syskon, en get och höns. Hans mor ligger på sjukhus och hans far finns inte. Det är morgon och Mario springer ner till fiskarna i hamnen, som är hans vänner. En av dessa, Carlos, har fått en exceptionellt bra tonfiskfångst och ska åka in till stan för att sälja den. Han erbjuder Mario skjuts.
Carlos får ett bra pris för fångsten och bjuder Mario på en bar, men försvinner snart till stans prostituerade. Mario möter upp sina vänner vid strandpromenaden. Vännerna försörjer sig som tiggare och genom att dyka efter mynt som turisterna kastar i vattnet. Marcelo, som är den mest förslagne av vännerna, är ledare.
Mario besöker stadens valmuseum då han drömmer om att bli valfångare. Han smiter in och blir därinne guidad av vaktmästaren, som är en nära vän till honom. Vaktmästaren uttrycker oro över att Mario inte har besökt sin mor på sjukhuset och tar Mario till kyrkan. Med sig har de en trasig leksaksfågel som de får hjälp av prästen att laga. Därefter återvänder Mario till sina vänner. Han följer med en av dem till parken för att jaga duvor att äta som middag. Där ser de en grupp svenska turister och Marcelo lovar Mario lättförtjänta pengar. Han tar Mario till en äldre man som visar sig vara pedofil. Mario sticker därifrån.
Han besöker sin mor på sjukhuset. Hon är i ett mycket dåligt tillstånd och behöver opereras. Mario överhör en konversation mellan två läkare som beskriver modern som ett hopplöst fall. Mario går av en händelse ut till läkarna och får pengar av dem som plåster på såren. Mario återvänder till vännerna på strandpromenaden. Där finner han Marcelo sönderslagen, misshandlad av pedofilen.  Senare återvänder han till marknaden och baren för att leta efter Carlos. Han hittar honom i baren, kraftigt berusad och utan pengar. Därtill är underkjolen som Carlos köpt till sin flickvän förstörd. Mario tar honom till havet för att tvätta plagget. Han hittar också på en historia om hur Carlos blivit rånad, som han kan berätta för flickvännen. Carlos och Mario återvänder till förorten. Carlos erbjuder Mario arbete som hjälpreda på båten och säger att han ska få följa med ut i morgon. Mario hör ingenting för han sover redan.

## Rollista
- João Silva – Mário
- Vitor Nortem – Carlos
- Paulo César Barros – Marcelo
- José Cândido – Ramalho
- Helder Abreu – João
- Mariana Sebastião – Papelota
- Wiveka Albuquerque – turistguiden
- Percy Brandt – Max, turist
- Ulla Wikander – Maj, turist
- Figueira Cid – vakten
- Canto e Castro – prästen
- Roberto Costa	– kypare 1
- Miguel Guilherme – kypare 2
- Lília Bernardes – modern
- Eduardo Luís – läkaren
- Solveig Gester – turist
- Else-Marie Brandt – turist
- Rut Cronström – turist
- Gunnar Nielsen – turist
- Marianne Nielsen – turist
- Bo Hederström – turist
- Grete Roulund – turist
- Anita Nyman – turist
- Mikael Brandt – turist
- António Ascensão – polis
- Dieter Clarius – hotellgäst
- Conceição Pereira – prostituerad
- José Manoel Andrade
- Ana Silva
- Carla Barreto
- José de Freitas
- José António Gouveia
- Sílvia Freitas
- Jackie Figueira
- Nuno Camacho
- Grupo Coral de Santa Teresinha
- Ana França
- Henrique Espírito Santo
- Agustino Bianco
- Sidónio Gomes
- Leonid Ribeiro
- Tony Amaral, jr.
- José Nues
- Jorge Gonçalves

## Om filmen
I morgon, Mario bygger på en novell från 1982 av den danska författaren Grete Roulund, som även medverkar som skådespelare i en biroll. Novellen gjordes om till filmmanus av Nordlund och Tommy Karlmark. Filmen producerades av Henrique Espírito Santo, Miguel Cardoso och Nordlund för Prole Filme Lda, Torromfilm, Instituto Português de Artes Cinematograficas e Au, Filminstitutets produktionsstödsnämnd för kortfilm, Radiotelevisão Portuguesa EP och Fundação Calouste Gulbenkian. Den spelades in under april och maj 1992 i Câmara de Lobos, Funchal och Caniçal på Madeira. Fotograf var Lisa Hagstrand och filmen klipptes sedan av Nordlund, Celeste Alves och Pedro Caldas. Musiken komponerades av José Mário Branco.
Filmen premiärvisades i Portugal den 14 januari 1994. Den 25 mars samma år hade den Sverigepremiär på biograf Sibirien i Stockholm. Den 29 januari 2000 visades den i Sveriges Television, SVT 1. Filmen blev populär på Madeira och spelades inför utsålda salonger. De lokala myndigheterna reagerade genom att förbjuda tiggarbarnen att hålla till på turistgatorna. I Sverige blev filmen desto mindre framgångsrik och sågs endast av 198 biobesökare och spelade där in sammanlagt 11 375 svenska kronor.

## Mottagande
Filmen mottogs relativt väl av kritikerna.